# Kraševo (Tešanj)
Pour les articles homonymes, voir Kraševo.
Kraševo (en cyrillique : Крашево) est un village de Bosnie-Herzégovine. Il est situé dans la municipalité de Tešanj, dans le canton de Zenica-Doboj et dans la fédération de Bosnie-et-Herzégovine. Selon les premiers résultats du recensement bosnien de 2013, il compte 1 472 habitants.
Avant la guerre de Bosnie-Herzégovine, le village faisait entièrement partie de la municipalité de Tešanj ; après la guerre, son territoire a été partiellement rattaché à la municipalité d'Usora nouvellement créée.

## Géographie
Le village est situé au bord de la rivière Usora, un affluent gauche de la Bosna.

## Démographie

### Évolution historique de la population dans la localité
| 1948 | 1953 | 1961  | 1971 | 1981  | 1991  | 2013  |
| ---- | ---- | ----- | ---- | ----- | ----- | ----- |
| -    | -    | 1 010 | 909  | 1 193 | 1 218 | 1 472 |

|  |